# Madeleine Carroll
Marie-Madeleine Bernadette O'Carroll (26. února 1906 – 2. října 1987) byla anglická filmová a divadelní herečka, populární ve třícátých a čtyřicátých letech 20. století v Británii i v USA. Na vrcholu svého úspěchu v roce 1938 byla nejlépe placenou herečkou na světě.
Do paměti diváků se zapsala hlavní rolí ve filmu Alfreda Hitchcocka The 39 Steps (1935), kde se stala předobrazem „ledově chladné blondýny“ v Hitchcockových filmech. Její životní příběh je příběhem vzácné odvahy a obětavosti. Na vrcholu slávy po smrti své sestry Marguerite při londýnském bombardování opustila hereckou kariéru a věnovala se pomoci zraněným vojákům a dětem vysídleným nebo zmrzačeným válkou. Za svou práci pro Červený kříž byla vyznamenána francouzským Řádem čestné legie a Medailí svobody.

## Mládí a studia
Madeleine Carroll se narodila ve West Bromwich v hrabství Staffordshire, otec byl irský profesor jazyků a matka byla Francouzska, vyráběla klobouky a učila francouzštinu. Madeleine vystudovala na přání otce birminghamskou univerzitu, kde získala bakalářský titul v oboru jazyků. Během studia na univerzitě účinkovala v několika představeních Birminghamské univerzitní dramatické společnosti. Krátce působila jako učitelka francouzštiny na dívčí škole v Hove.

## Herectví
Její otec byl proti tomu, aby se věnovala herectví, ale s podporou matky zanechala učení a odjela do Londýna hledat práci v divadle. Vyhrála soutěž krásy, získala místo v kočovné společnosti Seymoura Hickse a v roce 1927 debutovala na jevišti ve hře The Lash. Následujícího roku debutovala na filmovém plátně ve filmu The Guns of Loos (1928). Ve svém druhém filmu What Money Can Buy (1928) hrála hlavní roli s Humberstonem Wrightem. V témže roce si zahrála po boku Milese Mandera ve filmu The First Born (1928), podle předlohy Almy Reville. Poté se seznámila s autorčiným manželem Alfredem Hitchcockem.
Carroll odjela do Francie, kde natočila film Not So Stupid (1928). Po návratu do Británie hrála ve snímcích The Crooked Billet (1929) a The American Prisoner (1929), oba byly natočeny v němé i zvukové verzi. V roce 1930 se objevila ve filmu Atlantic a společně s Brianem Ahernem si zahrála ve filmu The W Plan (1930). Ve Francii natočila film Instinkt (1930). Na divadelních prknech se Carroll objevila v inscenacích The Roof (1929), The Constant Nymph, Mr Pickwick (po boku Charlese Laughtona) a v adaptaci Beau Geste.
V roce 1930 si zahrála v kontroverzním snímku Young Woodley (1930) a v komedii French Leave (1930). Vedlejší roli ztvárnila v adaptaci filmu Escape (1930) a hlavní ženskou roli ve filmech The School for Scandal (1930) a Kissing Cup's Race (1930). V následujícím roce ztvárnila francouzskou aristokratku ve snímku Madame Guillotine (1931) po boku Briana Aherna a další film Fascination (1931) natočila s Manderem. V roce 1931 se bjevila také ve snímku The Written Law (1931) a podepsala smlouvu se společností Gaumont British, pro niž natočila Sleeping Car (1932) s Ivorem Novellem.
Velký úspěch zaznamenala ve filmu režiséra Victora Savillea Vyzvědačka (1933), za který získala cenu jako nejlepší herečka roku. Carroll hrála titulní roli ve hře Little Catherine. V Hollywoodu natočila s Franchotem Tonem film The World Moves On (1934) pro společnost Fox v režii Johna Forda. Po návratu do Anglie se objevila v Savillově snímku The Dictator (1935) jako Karolína Matylda Britská.

### Spolupráce s Hitchcockem

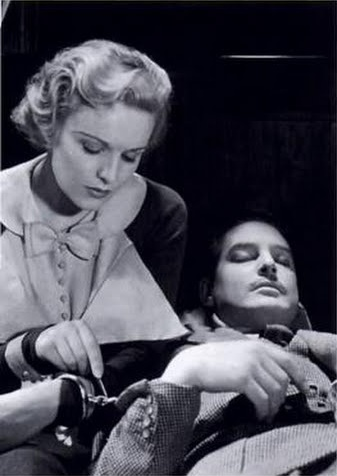
Madeleine Carroll a Robert Donat ve filmu The 39 Steps z roku 1935, režie: Alfred Hitchcock

Carroll upoutala pozornost Alfreda Hitchcocka a v roce 1935 si zahrála první prototyp režisérovy chladné, bezelstné a inteligentní blondýny ve filmu The 39 Steps  (1935). Film natočený podle špionážního románu Johna Buchana se stal senzací a s ním i hlavní představitelka, která se stala velmi žádanou.
Režisér a herec Orson Welles označil film za „mistrovské dílo“. Na konci 20. století se film umístil na čtvrtém místě v žebříčku 100 nejlepších britských filmů BFI. Po tomto úspěchu chtěl Hitchcock v následujícím roce znovu angažovat Carroll s jejím hereckým kolegou Robertem Donatem ve špionážním thrilleru Secret agent  (1936) podle předlohy W. Somerseta Maughama. Do toho však zasáhly Donatovy opakující se zdravotní problémy, a tak vznikla dvojice Madeleine Carroll a John Gielgud. Mezi těmito dvěma filmy natočila krátkometrážní drama The Story of Papworth (1935).

### Hollywood
Díky filmu The 39 Steps získala Carroll mezinárodní slávu a stala se první britskou herečkou, která získala smlouvu s velkou americkou filmovou společností. Přijala lukrativní smlouvu s Paramount Pictures a po boku George Brenta si zahrála ve filmu The Case Against Mrs. Ames (1936). Následoval snímek Tajemný Mr. O'Hara (1936) a společnost 20th Century Fox ji obsadila do hlavní ženské role ve filmu Lloyd's of London (1936), který udělal hvězdu z Tyrona Powera. Se společností natočila muzikál On the Avenue (1937) s Dickem Powellem a Alice Faye.

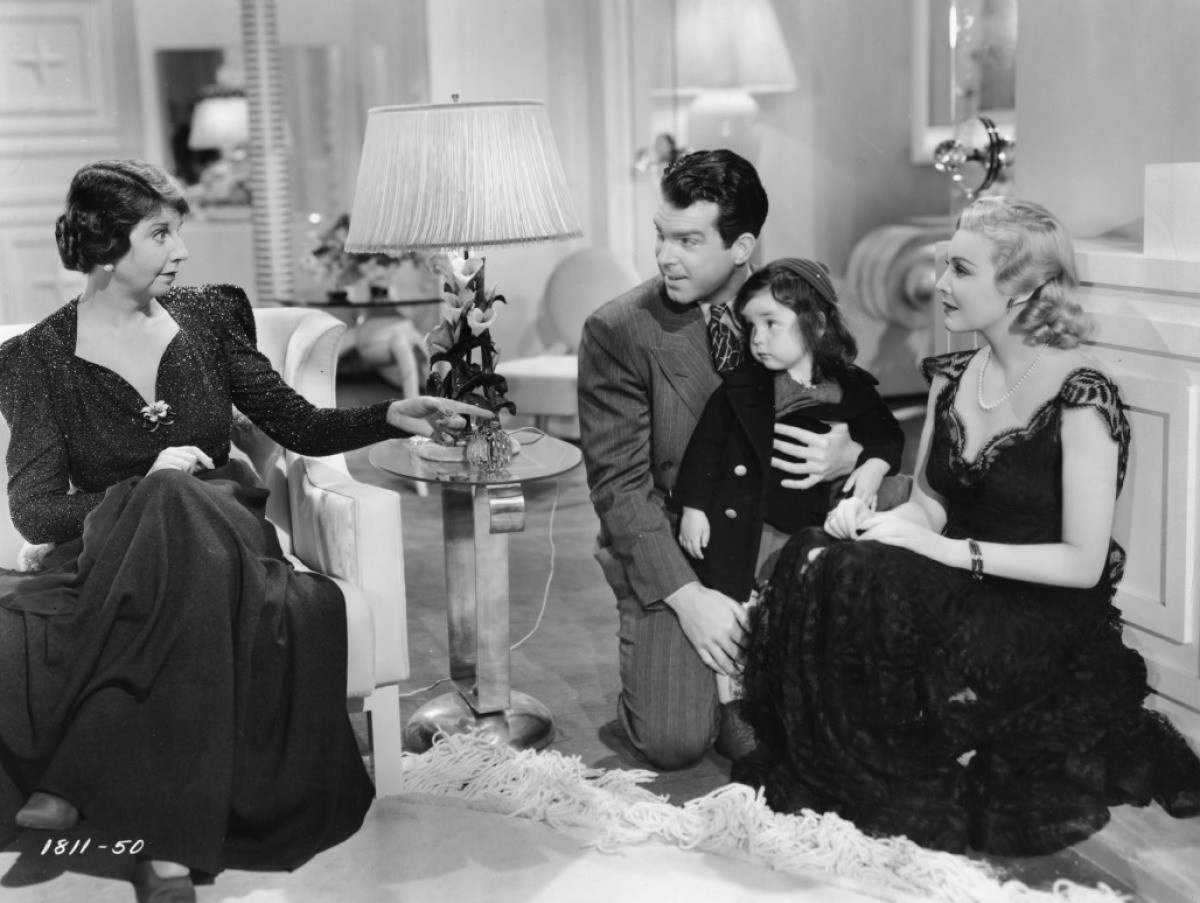
Honeymoon in Bali (1939)

Následně odešla ke společnosti Columbia do filmu It's All Yours (1937) a poté ji David O. Selznick obsadil do role lásky Ronalda Colmana v komerčně úspěšném filmu Zajatec na Zendě (1937). Walter Wanger ji obsadil do filmu Blockade (1938) s Henrym Fondou o španělské občanské válce. U Paramountu natočila několik komedií s Fredem MacMurrayem, Cafe Society (1939) a Honeymoon in Bali (1939). Edward Small jí obsadil  s Ahernem do hlavní role ve snímku My Son, My Son! (1940).
Zahrála si ve filmu Safari (1940) a s Garym Cooperem v North West Mounted Police (1940) režiséra Cecila B. DeMilla. Paramount ji obsadil společně s MacMurrayem do snímku Virginia (1941) a One Night in Lisbon (1941). Ve Virginii si zahrál také Sterling Hayden, který se s Carroll na plátně znovu setkal ve filmu Bahama Passage (1941). Ve snímku My Favorite Blonde (1942) byla milostnou partnerkou Boba Hopea.
Po válce se vrátila do Británie a zahrála si ve filmu White Cradle Inn (1947) a pak si opět v USA znovu zahrála po boku MacMurrayho ve filmu An Innocent Affair (1948). Jejím posledním filmem byl The Fan (1949). Později se věnovala divadlu, vystupovala v televizi a pracovala pro UNESCO.

### Rozhlas a divadlo
V rozhlase se Carroll věnovala pořadu The Circle (1939) na stanici NBC, kde každý týden diskutovala o aktuálních událostech, literatuře a dramatu. V roce 1944 byla moderátorkou antologického seriálu This Is the Story, který dramatizoval slavné romány na stanici Mutual Broadcasting System. Na sklonku zlatého věku rozhlasu hrála v telenovele The Affairs of Dr. Gentry (1957–59) na stanici NBC. Byla také jednou ze čtyř hvězd, které se střídaly v přebírání hlavních rolí v každé týdenní epizodě rozhlasového divadla NBC (1959).
V roce 1948 debutovala na Broadwayi jako Agatha Reed ve hře Faye Kanina Goodbye, My Fancy. Tuto roli později ztvárnila Joan Crawford ve filmovém zpracování z roku 1951.

## Osobní život

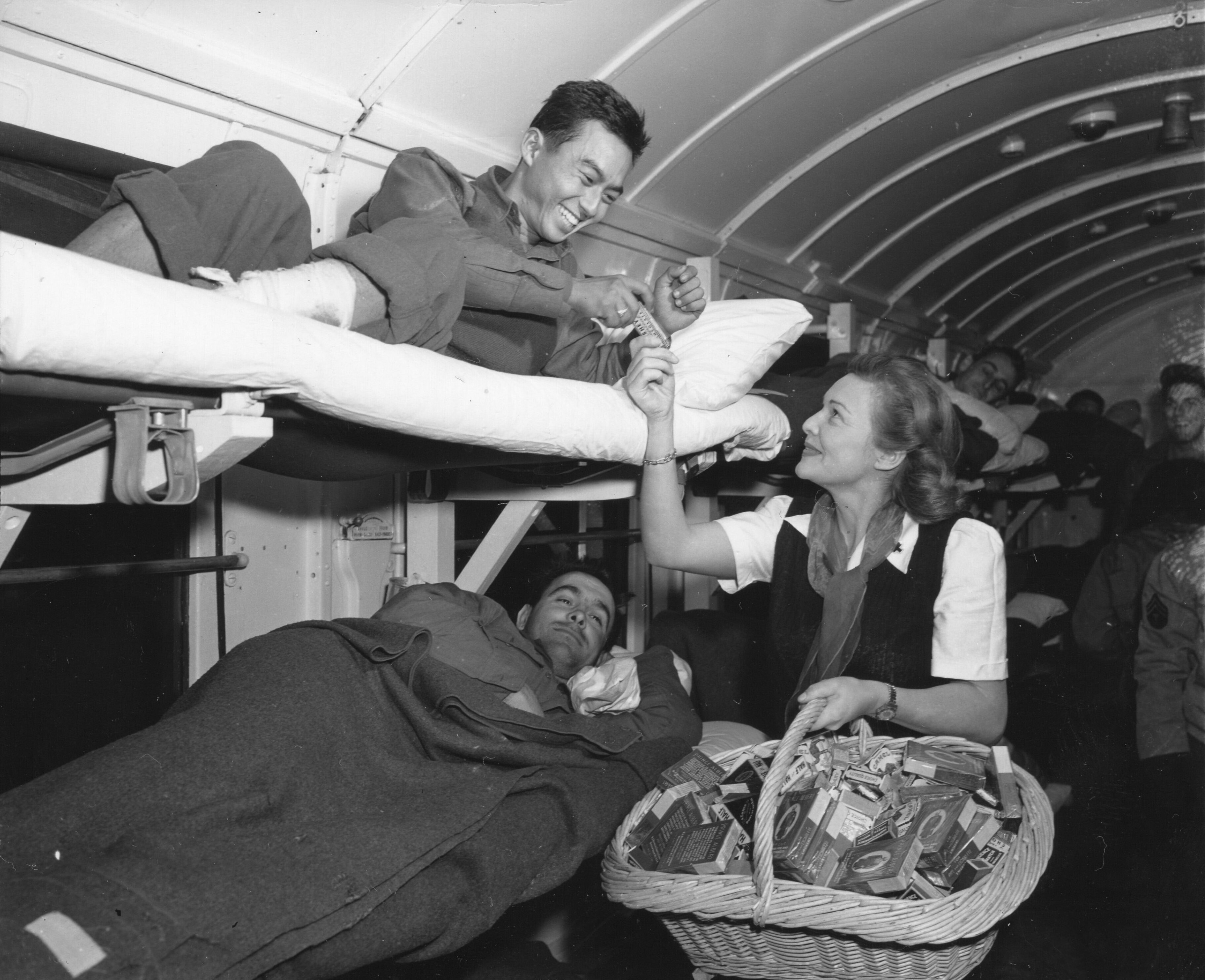
Madeleine Carroll jako pracovnice Červeného kříže na palubě nemocničního vlaku. Sedmá armáda, oblast Dompaire, Francie. 1. listopadu 1944. 66. nemocniční vlak.

Carroll se v roce 1931 provdala za svého prvního manžela, plukovníka Philipa Reginalda Astleyho, rozvedli se v roce 1939. Byl realitním agentem, lovcem zvěře a vojákem. V roce 1941 hrála po boku Sterlinga Haydena ve filmu Virginia. Následujícího roku se vzali, ale v roce 1946 se rozvedli. Poté, co její jediná sestra Marguerite zahynula během druhé světové války při bombardování Londýna, opustila Carroll hereckou kariéru a začala pracovat v polních nemocnicích jako zdravotní sestra Červeného kříže. V roce 1943 získala  americké občanství a v roce 1944 sloužila v 61. staniční nemocnici amerického armádního letectva v italské Foggii, kde byli hospitalizováni zranění letci odlétající z leteckých základen v oblasti. Získala hodnost kapitánky a za svou ošetřovatelskou službu obdržela Medaili svobody.
Carroll poprvé navštívil španělské pobřeží Costa Brava v roce 1934. Následujícího roku si koupila usedlost v Calonge, kde si nechala postavit přímořský dům Castell Madeleine. V pobytu jí zabránila španělská občanská válka a druhá světová válka, a tak se v roce 1949 přestěhovala do Marbelly. Dům byl později zbourán, ale jedna věž zůstala nedotčena, a bylo po něm pojmenováno sídliště (Urbanización Castell Madeleine). Během války zpřístupnila Carroll další svůj majetek, zámek, který vlastnila u Paříže, na ubytování více než sto padesáti sirotků a zařídila, aby pro ně skupiny mladých lidí v Kalifornii pletly oblečení. V bulletinu RKO-Pathe News byla nafilmována na zámku s dětmi a zaměstnanci v darovaném oblečení, jak děkuje těm, kteří přispěli. Za své úsilí byla ve Francii vyznamenána Řádem čestné legie. Velitel spojeneckých sil Dwight Eisenhower v soukromí poznamenal, že ze všech filmových hvězd, které za války v Evropě potkal, na něj Carroll a Herbert Marshall, který pracoval s vojenskými pacienty po amputaci, udělali největší dojem.
Po válce zůstala v Evropě, kde vedla rozhlasový pořad podporující francouzsko-americké přátelství a pomáhala při rehabilitaci obětí koncentračních táborů. Během tohoto pobytu se seznámila se svým budoucím třetím manželem, francouzským producentem Henrim Lavorelem. Koncem roku 1946 odjela na krátkou dobu do Švýcarska, kde natáčela britský film White Cradle Inn (1947).
Po návratu do Paříže založila s Lavorelem produkční společnost a natočila několik dvoudílných dokumentů na podporu míru. Jeden z nich, Dětská republika, byl uveden na filmovém festivalu v Cannes. Film byl natočen v malém sirotčinci ve městě Sèvres jihozápadně od Paříže a zaměřil pozornost na devastaci životů dětí v Evropě způsobenou válkou. Film byl hojně promítán v Kanadě a stal se hlavním zdrojem finančních prostředků na výrobu umělých končetin pro zraněné děti.
V roce 1947 se Carroll spolu s Lavorelem vrátili do Spojených států amerických. Jejich záměrem bylo, aby pokračovala v herecké kariéře, která by financovala jejich produkční společnost, ale brzy se rozešli. Do roku 1949 se objevila v dalších třech filmech a v roce 1948 debutovala na Broadwayi, později odešla do hereckého důchodu, i když se až do poloviny 60. let příležitostně objevovala v televizi a rozhlase.
V roce 1950 se provdala za vydavatele časopisu Life Andrewa Heiskella a v roce 1951 se jim narodila dcera Anne Madeleine. Rozvedli se v roce 1965. V té době se Carroll přestěhovala do Paříže. Později se přestěhovala do Španělska, kde sdílela panství se svou matkou a dcerou. Matka zemřela v roce 1975 a dcera, která se přestěhovala do New Yorku, zemřela v roce 1983.
Madeleine Carroll zemřela 2. října 1987 ve věku 81 let ve španělské Marbelle na rakovinu žlučníku a je pohřbena na hřbitově Sant Antoni de Calonge v Katalánsku.

## Ocenění a vyznamenání

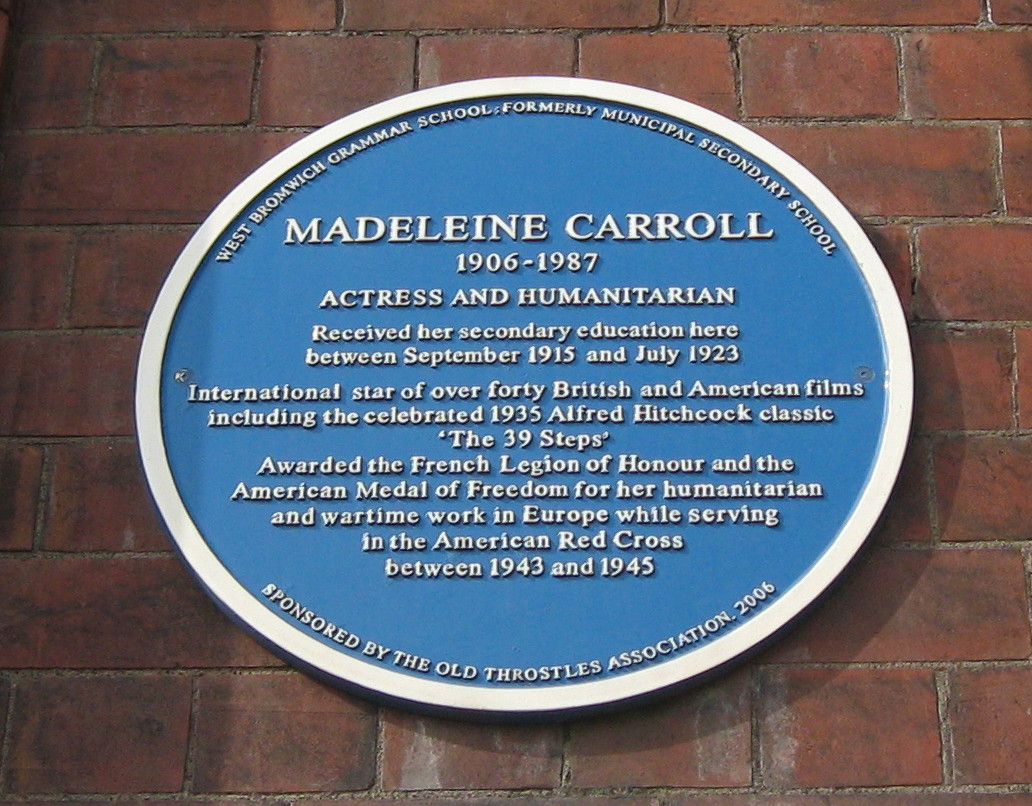
Pamětní deska v rodném městě

V roce 1946 byla vyznamenána francouzským Řádem čestné legie za svou činnost během druhé světové války, kdy zajišťovala spojení mezi jednotkami armády Spojených států a francouzským odbojem, a za poválečnou podporu přátelství mezi Francií a Spojenými státy.
V roce 1948 ji Národní konference křesťanů a Židů jmenovala „Ženou roku“.
Za svůj přínos filmovému průmyslu byla Carroll v roce 1960 uvedena na Hollywoodský chodník slávy s filmovou hvězdou umístěnou na adrese 6707 Hollywood Boulevard.
U příležitosti stého výročí jejího narození byl v hereččině rodišti West Bromwich odhalen pomník a pamětní deska. Na vrcholu úspěchu se vzdala během druhé světové války herecké kariéry, aby po smrti své sestry při německém náletu pracovala v palebné linii u vojenských vlaků Červeného kříže v Itálii. Za tuto činnost byla vyznamenána americkou Medailí svobody.

## Filmografie
| Rok  | Název                                         | Role                                               |
| ---- | --------------------------------------------- | -------------------------------------------------- |
| 1928 | The Guns of Loos                              | Diana Cheswick                                     |
| 1928 | What Money Can Buy                            | Rhoda Pearson                                      |
| 1928 | The First Born                                | Lady Madeleine Boycott                             |
| 1928 | Not So Stupid                                 |                                                    |
| 1929 | The Crooked Billet                            | Joan Easton                                        |
| 1929 | The American Prisoner                         | Grace Malherb                                      |
| 1929 | Atlantic                                      | Monica                                             |
| 1930 | The W Plan                                    | Rosa Hartmann                                      |
| 1930 | Instinct                                      |                                                    |
| 1930 | Young Woodley                                 | Laura Simmons                                      |
| 1930 | French Leave                                  | Mlle. Juliette / Dorothy Glenister                 |
| 1930 | Escape                                        | Dora                                               |
| 1930 | The School for Scandal                        | Lady Teazle                                        |
| 1930 | Kissing Cup's Race                            | Lady Molly Adair                                   |
| 1931 | Madame Guillotine                             | Lucille de Choisigne                               |
| 1931 | Fascination                                   | Gwenda Farrell                                     |
| 1931 | The Written Law                               | Lady Margaret Rochester                            |
| 1933 | Sleeping Car                                  | Anne                                               |
| 1933 | Vyzvědačka (I Was a Spy)                      | Martha Cnockhaert                                  |
| 1934 | The World Moves On                            | Paní Warburton, 1825 / Mary Warburton Girard, 1914 |
| 1935 | The Dictator                                  | dánská královna Karolína Matylda                   |
| 1935 | The 39 Steps                                  | Pamela                                             |
| 1936 | Secret Agent                                  | Elsa Carrington                                    |
| 1936 | The Case Against Mrs. Ames                    | Hope Ames                                          |
| 1936 | Tajemný Mr. O'Hara (The General Died at Dawn) | Judy Perrie                                        |
| 1936 | Lloyd's of London                             | Lady Elizabeth                                     |
| 1937 | On the Avenue                                 | Mimi Caraway                                       |
| 1937 | It's All Yours                                | Linda Gray                                         |
| 1937 | Zajatec na Zendě (The Prisoner of Zenda)      | Princezna Flavia                                   |
| 1938 | Blockade                                      | Norma                                              |
| 1939 | Cafe Society                                  | Christopher West                                   |
| 1939 | Honeymoon in Bali                             | Gail Allen                                         |
| 1940 | My Son, My Son!                               | Livia Vaynol                                       |
| 1940 | Safari                                        | Linda Stewart                                      |
| 1940 | Northwest Mounted Police                      | April Logan                                        |
| 1941 | Virginia                                      | Charlotte Dunterry                                 |
| 1941 | One Night in Lisbon                           | Leonora Perrycoate                                 |
| 1941 | Bahama Passage                                | Carol Delbridge                                    |
| 1942 | My Favorite Blonde                            | Karen Bentley                                      |
| 1947 | White Cradle Inn                              | Magda                                              |
| 1948 | An Innocent Affair                            | Paula Doane                                        |
| 1949 | The Fan                                       | Erlynne                                            |